# Alprostadil
Alprostadil es un fármaco análogo de la prostaglandina E1  (PGE1) indicado en disfunción eréctil, enfermedad vascular periférica e insuficiencia cardíaca congénita por persistencia de ductus arterioso en neonatos. Alprostadil media la vasodilatación  y aumenta el flujo sanguíneo; también, tiene efecto antiagregante plaquetario. Es distribuido bajo varios nombres comerciales: Muse, Caverject, Prolisina. 

## Historia
La síntesis y desarrollo del alprostadil están asociadas a la investigación de las prostaglandinas, un grupo de lípidos bioactivos ligados a la regulación de la inflamación, vasodilatación y la inhibición de la agregación plaquetaria. 

#### Descubrimiento de las Prostaglandinas
El descubrimiento de las prostaglandinas se remonta a la década de 1930 en la cual el fisiólogo sueco Ulf von Euler fue el primero en identificar estas sustancias en el semen humano, a las que denominó "prostaglandinas" basándose en su asociación con la glándula prostática. En 1960 se comprendió la estructura química y se identificaron las funciones fisiológicas de las prostaglandinas; en 1962, Bergström y Samuelsson lograron aislar por primera vez la prostaglandina E1 (PGE1), identificando la estructura química y diferenciándose de otras prostaglandinas.

#### Desarrollo Farmacéutico
Sune K. Bergström, Bengt I. Samuelsson y John R. Vane recibieron el Premio Nobel de Fisiología o Medicina en 1982 por sus investigaciones relacionadas con las prostaglandinas.
En 1980 comenzaron los primeros ensayos clínicos para evaluar la eficacia y seguridad de alprostadil en disfunción eréctil, que en esa época contaba con pocas opciones de tratamiento. La administración intracavernosa de alprostadil demostró ser efectiva para inducir erecciones.

#### Aprobación Reguladora
La Administración de Alimentos y Medicamentos de los Estados Unidos (FDA) aprobó el uso de alprostadil para el tratamiento de la disfunción eréctil en 1995, bajo el nombre comercial de Caverject. Posteriormente, se desarrollaron y aprobaron otras formas de administración, incluyendo la vía intrauretral (MUSE) y la forma tópica.

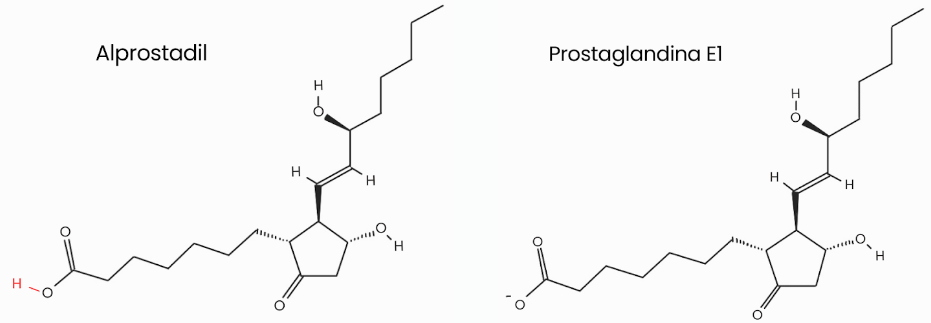
Diferencias de la estructura química del Alprostadil con la Prostaglandina E1

## Descripción
La síntesis del alprostadil se hace a partir de ácido araquidónico; se modifica en la posición 15 mediante hidrogenación selectiva para introducir un doble enlace cis-olefina. Posteriormente, se realiza una cicloadición utilizando un dienófilo adecuado junto con un dieno funcionalizado en las posiciones 13-14 del ácido araquidónico, formando así un anillo ciclopentano en la estructura tricíclica de la prostaglandina, fundamental para su actividad biológica. Luego, se procede a añadir un grupo hidroxi (-OH) en la posición 11 del anillo ciclopentano mediante hidroxilación selectiva.
El grupo hidroxi en la posición 11 y el doble enlace cis-olefina en la posición 9 son cruciales para la actividad farmacológica del alprostadil. Finalmente, el producto sintetizado se purifica utilizando técnicas de cromatografía columnar y se caracteriza su estructura mediante técnicas avanzadas como espectroscopía de RMN de protones y carbono-13, así como espectrometría de masas de alta resolución, para confirmar su pureza y estructura química.

## Farmacocinética
(Ver farmacocinética).

### Vías de administración

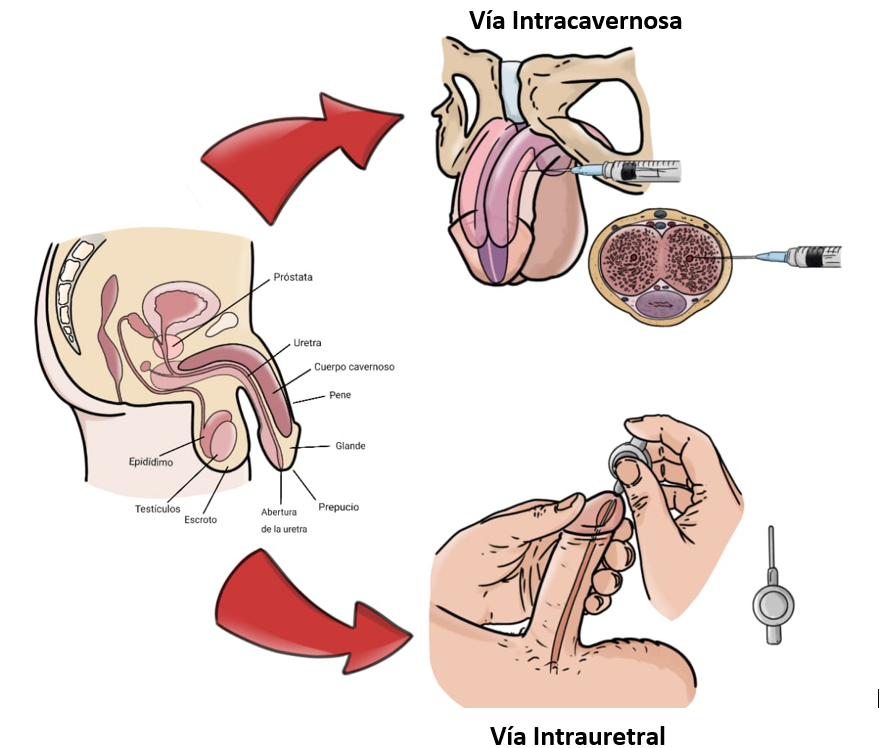
Aplicación del alprostadil en su forma intracavernosa e intrauretral.

Ver Vías de administración de fármacos
Inyección intracavernosa: Las concentraciones disponibles son 2.5 μg, 5 μg, 10 μg, 20 μg y 40 μg.
Aplicación intrauretral: Las concentraciones disponibles son 125 μg, 250 μg, 500 μg y 1000 μg.
Aplicación intravenosa: Cada ampolla de 1ml contiene 500μg de alprostadil.
Tópica: Cada envase de un solo uso contiene 300 microgramos de alprostadil en 100 mg de crema (3mg/g).

### Absorción
Aplicación intrauretral
El alprostadil se administra por vía intrauretral y se absorbe a través de la mucosa, atraviesa las células epiteliales y entra en los capilares sanguíneos subyacentes. El alprostadil puede tener un comportamiento bifásico, con cerca del 80% del fármaco puede entrar en circulación en los primeros 10 minutos. La biodisponibilidad intrauretral puede variar, pero en general es alta debido a la absorción directa en la circulación sistémica desde la uretra.
Aplicación tópica
El alprostadil tópico se aplica directamente sobre la piel del pene o vulva/clítoris, el fármaco atraviesa la barrera cutánea para alcanzar los capilares sanguíneos subyacentes,  la absorción cutánea es relativamente rápida, aunque menos eficiente que por otras vías. La biodisponibilidad varía y se ve influenciada por la formulación del producto y la integridad de la barrera cutánea.
Ver Absorción (farmacología) y (biodisponibilidad)

### Distribución
El alprostadil tiene un volumen de distribución entre 20 y 45 litros. Se une en un 95% a proteínas plasmáticas con baja afinidad, lo que permite que se distribuya a los tejidos.
Distribución (farmacología)

### Metabolismo y metabolitos
Por vía intracavernosa, el alprostadil se metaboliza en el cuerpo cavernoso y una porción se absorbe desde el pene a la circulación sistémica y posteriormente es metabolizado en los pulmones. Se metaboliza en el cuerpo cavernoso por oxidación enzimática del grupo 15-hidroxilo por la prostaglandina 15-hidroxideshidrogenasa a un metabolito inactivo de la PGE1 (15-ceto-prostaglandina E1), este metabolito se transforma en 15-ceto-13,14-dihidro-prostaglandina E1 (15-ceto-prostaglandina E0), que es biológicamente inactiva, por la enzima prostaglandina-A-13 reductasa. El principal metabolito del alprostadil es la 15-ceto-prostaglandina E0. Los metabolitos son eliminados principalmente por los pulmones mediante la β- y ω-oxidación.
El alprostadil que se absorbe a circulación sistémica y el administrado por vía intravenosa, se metaboliza y distribuye por todo el cuerpo excepto por el sistema nervioso central. Hasta un 60-90% del alprostadil circulante puede metabolizarse en los pulmones mediante eliminación pulmonar de primer paso, en un proceso conocido como  β- y ω-oxidación. 
Ver Metabolismo

### Excreción
Los metabolitos son excretados principalmente por el riñón, y la excreción se completa esencialmente dentro de las 24 horas posteriores a la administración (92%).  Aproximadamente el 88% se excretan en orina y el 12% en heces durante 72 horas. El alprostadil y sus metabolitos no se retienen en los tejidos, y no se ha detectado alprostadil inalterado en la orina.
La vida media se estima entre 5 y 10 minutos en adultos sanos y neonatos a los que se les administra una dosis intravenosa única de alprostadil. 
Ver Eliminación (farmacología)

## Farmacodinámica
Ver Farmacodinamia.

### Mecanismo de Acción

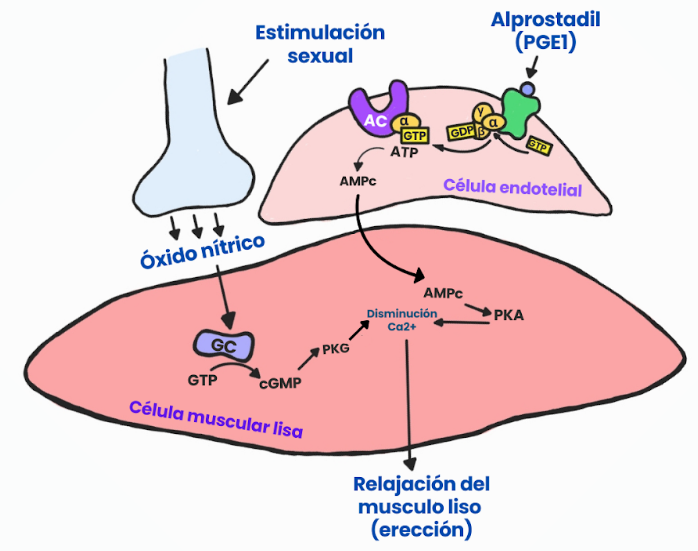
Mecanismo de acción del Alprostadil

Durante la estimulación sexual, los terminales nerviosos parasimpáticos liberan óxido nítrico, que activa la guanilato ciclasa en las células musculares lisas. Esto lleva a la producción de monofosfato de guanosina cíclico (cGMP), reduciendo los niveles intracelulares de calcio y causando relajación del músculo liso y vasodilatación. Estos procesos facilitan un aumento del flujo sanguíneo al pene, resultando en una erección. La expansión del cuerpo y arterias cavernosas, comprime las venas subtunicales contra la túnica albugínea, lo que impide el flujo de salida venosa y causa la rigidez peneana. Este proceso se conoce como el mecanismo veno-oclusivo corporal.
El alprostadil, análogo sintético de la PGE1, se une a los receptores de prostaglandina en las células endoteliales, estimulando la adenilato ciclasa (AC) y aumentando el monofosfato de adenosina cíclico intracelular (cAMP). Aunque la PGE1 no se une directamente a los receptores de células musculares lisas, el cAMP generado en las células endoteliales puede difundirse y actuar de manera indirecta sobre estas células, induciendo relajación muscular gracias a la cascada que reduce el ingreso de calcio, llevando a la relajación del músculo liso, vasodilatación y aumento del flujo sanguíneo hacia los tejidos cavernosos. El alprostadil también actúa en los receptores α-adrenérgicos presinápticos para inhibir la liberación de norepinefrina, promoviendo así la relajación y mantenimiento de la erección.

### Efectos farmacológicos
La acumulación de 3'5'-cAMP (adenosín monofosfato cíclico), desencadena la relajación del músculo liso vascular y bronquial, lo que lleva a la vasodilatación periférica y la broncodilatación. Además, inhibe la agregación plaquetaria, lo que puede ser beneficioso en ciertas condiciones. Estos mecanismos subyacen en su uso para tratar la enfermedad arterial periférica, la hipertensión pulmonar neonatal y la disfunción eréctil.
En cuanto a la administración por vía intravenosa en neonatos con cardiopatías congénitas para mantener la permeabilidad del ductus arterioso hasta que se pueda realizar un procedimiento quirúrgico. El alprostadil relaja el músculo liso del ductus arterioso, manteniéndolo abierto; reduce la resistencia periférica, disminuyendo la presión arterial, con reflexiones en el aumento del gasto cardíaco y la frecuencia cardíaca.

### Interacciones
Ver Interacción farmacológica
| Fármacos que interaccionan con alprostadil [ 15 ] [ 16 ] | |
| Fármaco                                                  | Resultados de la interacción |
| Anticoagulantes y Antiagregantes Plaquetarios            | |
| Dipiridamol                                              | Potencia el efecto vasodilatador de alprostadil, aumentando el riesgo de hipotensión y priapismo                                                       |
| Vasodilatadores                                          | |
| Iloprost                                                 | Puede potenciar los efectos vasodilatadores de alprostadil, aumenta el riesgo de hipotensión y mareos.                                                 |
| Mononitrato de Isosorbide                                | El alprostadil puede aumentar la actividad vasodilatadora del mononitrato de isosorbide causando una disminución significativa de la presión arterial. |
| Broncodilatadores                                        | |
| Doxofilina                                               | Aumentar el riesgo o severidad de efectos adversos como hipotensión y priapismo.                                                                       |
| Inhibidores de la Fosfodiesterasa tipo 5 (PDE5)          | |
| Avanafil                                                 | Aumentar el riesgo o severidad de efectos adversos como hipotensión y priapismo.                                                                       |
| Sildenafil                                               | Aumentar el riesgo o severidad de efectos adversos como hipotensión y priapismo.                                                                       |
| Tadalafil                                                | Aumentar el riesgo o severidad de efectos adversos como hipotensión y priapismo.                                                                       |
| Udenafil                                                 | Aumentar el riesgo o severidad de efectos adversos como hipotensión y priapismo.                                                                       |
| Vardenafil                                               | Aumentar el riesgo o severidad de efectos adversos como hipotensión y priapismo.                                                                       |
| Mirodenafil                                              | Aumentar el riesgo o severidad de efectos adversos como hipotensión y priapismo.                                                                       |
| Inmunomoduladores                                        | |
| Fostamatinib                                             | Aumentar el riesgo o severidad de efectos adversos como hipotensión y priapismo.                                                                       |
| Ibudilast                                                | Aumentar el riesgo o severidad de efectos adversos como hipotensión y priapismo.                                                                       |
| Otros                                                    | |
| Patent Blue                                              | Puede disminuir la eficacia terapéutica del alprostadil.                                                                                               |

## Uso clínico

### Uso en hombres
Tratamiento de la Disfunción Eréctil
La disfunción eréctil afecta aproximadamente al 15% de los hombres cada año.Se estima que en 1995 más de 150 millones de hombres en todo el mundo padecían disfunción eréctil y se proyecta que aumente a 320 millones para el año 2025.Actualmente la terapia de primera línea son los inhibidores de la fosfodiesterasa-5 (PDE5).Para aquellos hombres que muestran una respuesta deficiente o intolerancia a los inhibidores de PDE5, se considera el alprostadil intracavernoso (Caverject) o intrauretral (MUSE) como terapia de segunda línea.Encontrándose múltiples estudios que  respaldan el uso del PGE1 como tratamiento efectivo para la disfunción eréctil de origen orgánico. 
Se puede encontrar diferentes presentaciones: la administración intracavernosal (ICI) ha demostrado una alta tasa de respuesta, con mejoras significativas en la rigidez y la tumescencia peniana; la forma intrauretral (IUA) ofrece una alternativa con bastoncillos intrauretrales (ver figura 1); la aplicación tópica, a través de cremas con agentes permeadores cutáneos, ha mostrado resultados prometedores en estudios preliminares. 
Enfermedad Vascular Periférica Severa
La EVP se caracteriza por la claudicación intermitente y la isquemia de tejidos periféricos, el alprostadil se administra típicamente de manera intravenosa o intraarterial para proporcionar una vasodilatación directa gracias a sus propiedades hemodinámicas y acción antiagregante plaquetaria.Puede complementarse con otros enfoques para optimizar su eficacia en casos severos o resistentes, siempre ajustando la dosis según la respuesta individual. 
En el seguimiento del tratamiento con alprostadil en pacientes con isquemia crítica terminal de los miembros inferiores se observó una mejora en el 97% de su estadio de isquemia, evitándose así una amputación.
En el estudio del tratamiento con prostaglandina E1alpha-ciclodextrina intravenosa en pacientes con esclerosis sistémica y fenómeno de Raynaud, se observó una mejora de los síntomas en un 87% de los pacientes, además de una reducción en la frecuencia y severidad de los ataques tras el ciclo de tratamiento. 

### Uso en neonatos
Mantenimiento del Ductus Arterioso
El alprostadil se utiliza para mantener temporalmente la permeabilidad del conducto arterioso en condiciones cardíacas congénitas donde se necesita mantener la apertura del ductus arterioso hasta realizar la corrección quirúrgica. Estas condiciones pueden ser tanto cianóticas como la transposición de grandes vasos, la tetralogía de Fallot, la atresia tricuspídea y la estenosis pulmonar; o acianóticas como la coartación de la aorta y la interrupción del arco aórtico.
Causa vasodilatación mediante un efecto directo sobre el músculo liso vascular y del ductus arterioso, en infantes con flujo sanguíneo sistémico restringido, puede aumentar la presión arterial sistémica y reducir la relación de presión entre la arteria pulmonar y la aorta.Demostró ser efectivo en el 88% de los pacientes, con eventos adversos relacionados frecuentes (51%).
Sus indicaciones son el diagnóstico prenatal de cardiopatía congénita dependiente del ductus; lactantes cianóticos que estén bien y no acidóticos; lactantes con pulsos femorales ausentes que estén bien y no acidóticos; lactantes que estén mal o acidóticos con sospecha de cardiopatía congénita dependiente del ductus.

### Efectos Adversos
Ver Reacción adversa a medicamento
Para la evaluación de las reacciones adversas (RAM) se tendrán en cuenta los criterios de la CIOSM.
| Reacciones adversas a alprostadil intravenoso                     |                 |                                                            |
| Sistema implicado                                                 | Grupo CIOSM     | Tipo de reacción                                           |
| Trastornos del metabolismo y de la nutrición                      | Frecuentes      | - Hipopotasemia                                            |
| Trastornos del sistema nervioso                                   | Frecuentes      | - Convulsiones                                             |
| Trastornos cardiacos                                              | Frecuentes      | - Bradicardia - Hipotensión - Taquicardia                  |
| Trastornos vasculares                                             | Poco frecuentes | - Fragilidad vascular                                      |
| Trastornos respiratorios, torácicos y mediastínicos               | Muy frecuentes  | - Apnea                                                    |
| Trastornos gastrointestinales                                     | Frecuentes      | - Diarrea                                                  |
| Trastornos gastrointestinales                                     | Poco frecuentes | - Obstrucción gástrica - Hipertrofia de la mucosa gástrica |
| Trastornos musculoesqueléticos y del tejido conjuntivo            | Poco frecuentes | - Exostosis                                                |
| Trastornos generales y alteraciones en el lugar de administración | Muy frecuentes  | - Pirexia transitoria                                      |
| Trastornos generales y alteraciones en el lugar de administración | Frecuentes      | - Vasodilatación cutánea                                   |

| Reacciones adversas a alprostadil intrauretral                    |                 | |
| Sistema implicado                                                 | Grupo CIOSM     | Tipo de reacción |
| Trastornos del sistema nervioso                                   | Poco frecuentes | - Convulsiones |
| Trastornos vasculares                                             | Poco frecuentes | - Mareos - Síncope - Hipotensión |
| Trastornos de la piel y del tejido subcutáneo                     | Frecuentes      | - Erupción cutánea |
| Trastornos musculoesqueléticos y del tejido conjuntivo            | Poco frecuentes | - Dolor en una extremidad |
| Trastornos musculoesqueléticos y del tejido conjuntivo            | Frecuentes      | - Espasmos musculares |
| Trastornos renales y urinarios                                    | Frecuentes      | - Dolor uretral |
| Trastornos del aparato reproductor y de la mama                   | Frecuentes      | - Dolor peneano - Enfermedad de Peyronie - Eritema peneano - Dolor genital - Molestias genitales - Eritema genital - Erección aumentada - Prurito genital - Edema de pene - Balanitis - Hormigueo peneano - Pulsaciones en el pene - Entumecimiento peneano En las parejas femeninas: - Escozor vulvovaginal - Vaginitis |
| Trastornos del aparato reproductor y de la mama                   | Poco frecuentes | - Prurito peneano - Dolor de escroto - Rigidez excesiva - Falta de sensación del pene - Priapismo En las parejas femeninas: - Prurito vulvovaginal |
| Trastornos generales y alteraciones en el lugar de administración | Poco frecuentes | - Dolor de la zona de aplicación |

| Reacciones adversas a alprostadil intracavernoso                  |                 | |
| Sistema implicado                                                 | Grupo CIOSM     | Tipo de reacción |
| Infecciones e infestaciones                                       | Poco frecuentes | - Infección por hongos - Resfriado común |
| Trastornos del sistema nervioso                                   | Poco frecuentes | - Presíncope - Hipoestesia - Hiperestesia |
| Trastornos del sistema nervioso                                   | Muy raros       | - Cefalea - ACV |
| Trastornos oculares                                               | Poco frecuentes | - Midriasis |
| Trastornos cardiacos                                              | Poco frecuentes | - Extrasístoles supraventriculares - Taquicardia |
| Trastornos cardiacos                                              | Muy raros       | - Cardiopatía isquémica |
| Trastornos vasculares                                             | Frecuentes      | - Hematoma |
| Trastornos vasculares                                             | Poco frecuentes | - Hipotensión - Trastorno vascular periférico - Trastorno venoso |
| Trastornos vasculares                                             | Muy raros       | - Hipertensión |
| Trastornos gastrointestinales                                     | Poco frecuentes | - Náuseas - Boca seca |
| Trastornos de la piel y del tejido subcutáneo                     | Frecuentes      | - Eritema |
| Trastornos de la piel y del tejido subcutáneo                     | Poco frecuentes | - Erupción - Hiperhidrosis - Prurito |
| Trastornos musculoesqueléticos y del tejido conjuntivo            | Frecuentes      | - Espasmos musculares |
| Trastornos musculoesqueléticos y del tejido conjuntivo            | Muy raro        | - Dolor de espalda |
| Trastornos renales y urinarios                                    | Poco frecuentes | - Dolor en una extremidad |
| Trastornos renales y urinarios                                    | Frecuentes      | - Hemorragia uretral - Hematuria - Disuria - Polaquiuria |
| Trastornos del aparato reproductor y de la mama                   | Muy frecuentes  | - Dolor de pene |
| Trastornos del aparato reproductor y de la mama                   | Frecuentes      | - Enfermedad de Peyronie - Trastorno del pene - Erección aumentada |
| Trastornos del aparato reproductor y de la mama                   | Poco frecuentes | - Priapismo - Dolor pélvico - Masa testicular - Espermatocele - Hinchazón testicular - Dolor de escroto - Eritema escrotal - Edema escrotal - Dolor testicular - Alteración del escroto - Erección dolorosa - Balanitis - Fimosis - Disfunción eréctil - Trastorno de la eyaculación |
| Trastornos generales y alteraciones en el lugar de administración | Frecuentes      | - Hematoma en la zona de inyección - Equimosis |
| Trastornos generales y alteraciones en el lugar de administración | Poco frecuentes | - Hemorragia - Inflamación - Calor - Edema - Dolor - Irritación - Astenia - Anestesia de la zona - Edema periférico - Prurito |
| Trastornos generales y alteraciones en el lugar de administración | Raras           | - Dolor localizado (glúteos, piernas, genitales) - Debilidad en glúteos |
| Exploraciones complementarias                                     | Poco frecuentes | - Creatinina elevada en sangre |

Enfermedad de Peyronie

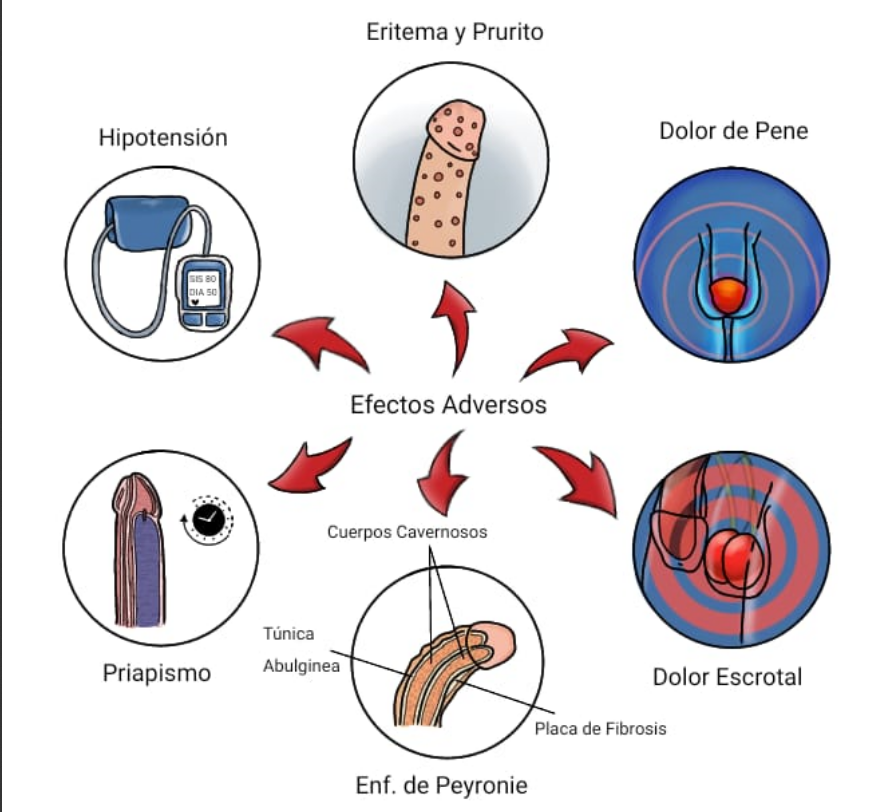
Efectos adversos del alprostadil como tratamiento de la disfunción eréctil

La inyección repetitiva de alprostadil puede causar microtraumas en el tejido del pene sumado a la inflamación crónica resultante de las inyecciones puede contribuir a la formación de placas de tejido cicatricial, lo que puede resultar en la curvatura característica de la enfermedad de Peyronie.

### Contraindicaciones
Está contraindicado en hipersensibilidad conocida al alprostadil o a cualquiera de los excipientes; condiciones que predisponen al priapismo como anemia falciforme, mieloma múltiple o leucemia, trombocitopenia, policitemia severa; anomalías anatómicas del pene como enfermedad de Peyronie; en casos de contraindicaciones médicas generales para la actividad sexual, como en pacientes con enfermedad cardiovascular o cerebrovascular inestable.
En el caso del alprostadil Intravenoso, está contraindicado en hipotensión severa; edema pulmonar agudo o crónico; enfermedad pulmonar obstructiva crónica (EPOC) severa; enfermedad veno-oclusiva pulmonar (EVOP); enfermedad hepática aguda o severa; disfunción renal severa; hemorragias activas o potenciales como úlcera gastrointestinal o hemorragia intracraneal; antecedentes de accidente cerebrovascular en los últimos seis meses y en el caso de alprostadil intrauretral se contraindica en casos de uretritis o balanitis que es la inflamación o infección del glande del pene. Las contraindicaciones específicas relacionadas con el alprostadil intracavernoso implica  la incapacidad de realizar la técnica adecuadamente.
Embarazo
Se encontraron efectos adversos en estudios animales. La administración de alprostadil en ratones gestantes a dosis elevadas provocó abortos y alta mortalidad intrauterina, mientras que dosis menores también resultaron en altas tasas de mortalidad. En el caso del uso de alprostadil intrauretral se recomienda el uso de método de barrera en los encuentros sexuales con mujeres embarazadas. 
Se contraindica el uso fetal. El feto depende de las prostaglandinas maternas para mantener la permeabilidad del ductus arterioso y regular el flujo sanguíneo adecuadamente, el introducir alprostadil exógeno durante el embarazo podría interferir con el proceso y provocar complicaciones en el desarrollo cardiovascular fetal.
Lactancia
No está indicado en mujeres, evitar.

### Sobredosis
La sobredosis de alprostadil intracavernoso o intrauretral puede resultar en priapismo, siendo el efecto adverso más común con la forma intrauretral; constituye una emergencia urológica. El diagnóstico generalmente implica un examen físico, posiblemente complementado con ultrasonografía peniana y análisis de gases sanguíneos penianos. El manejo incluye la aspiración de sangre cavernosa, irrigación con solución salina fría e inyecciones penianas con agentes simpaticomiméticos. En casos graves, puede ser necesaria una prótesis peniana como tratamiento definitivo.
La sobredosis de alprostadil intravenoso incluye síntomas como hipotensión severa, taquicardia, y dolor en el sitio de administración. En casos extremos, puede llevar a un colapso cardiovascular. El tratamiento de una sobredosis de alprostadil involucra medidas para mantener la función cardiovascular, como líquidos intravenosos y monitoreo de los signos vitales. En casos graves, puede ser necesario el uso de vasopresores para aumentar la presión arterial.

### Presentaciones
En forma de solución inyectable para la aplicación intracavernosa, se recomienda comenzar con una dosis baja, aproximadamente 2.5 μg, se incrementa gradualmente hasta alcanzar una dosis efectiva, típicamente en el rango de 5 a 20 microgramos por inyección, la dosis máxima recomendada es 60 μg por inyección.
En forma de gel o pellet para la aplicación intrauretral, se inicia con 250 μg, puede ajustarse entre 125 μg y 1000 μg según la respuesta, sin superar las 7 aplicaciones por semana ni más de 2 veces al día.
En forma de solución para infusión intravenosa, se comienza con dosis usualmente de 50 a 100 ng/kg/minuto,  puede variar desde 5 ng/kg/minuto hasta un máximo de 400 ng/kg/minuto según la respuesta clínica.
En forma de crema o gel tópico, la dosis inicial suele estar en el rango de 100 a 300 μg a, puede ajustarse según la respuesta del paciente, generalmente entre 100 y 1000 microgramos, sin superar más de una aplicación diaria y no más de 3 a 4 veces por semana.

## Otros usos

### Usos no incluidos en el registro sanitario (Off Label)[38]
Hipertensión Pulmonar Persistente en Recién Nacidos
Se ha utilizado alprostadil intravenoso para mejorar la oxigenación y reducir la presión arterial pulmonar. En un estudio de cohorte retrospectivo que sigue 57 recién nacidos se encontró que la taquicardia; la acidosis láctica; el uso de oxígeno suplementario; el cambio de área fraccional (FAC) y el tiempo de aceleración de la arteria pulmonar indexado al tiempo de eyección del ventrículo derecho (PAAT/RVET) para evaluar la poscarga del ventrículo derecho,  mejoraron. Se describe la seguridad y utilidad de la PGE para la estabilización en recién nacidos con PPHN severa.
Síndrome de Dificultad Respiratoria Aguda (SDRA)
En ciertos estudios retrospectivos el alprostadil no demostró mejoras significativas en la oxigenación.En contraste con los resultados del estudio clínico que investigó la eficacia del alprostadil en pacientes con shock séptico y SDRA, donde mostró mejoras significativas en la función pulmonar, reducción del tiempo de ventilación mecánica y estancias más cortas en la unidad de cuidados intensivos y hospitalarias, además de una reducción en la mortalidad hospitalaria. Estos beneficios podrían estar relacionados con la capacidad del alprostadil para reducir la respuesta inflamatoria sistémica y mejorar la microcirculación.
Disfunción Sexual Femenina
Se han reportado estudios del alprostadil para el tratamiento del Trastorno del Deseo Sexual Femenino. Se exploró el potencial de la crema de alprostadil antes del coito, no encontrando diferencias significativas en la mejora del deseo, sin embargo, se observó una tendencia hacia mayor satisfacción sexual Un estudio que evaluó dosis escalonadas de alprostadil intravaginal, destacó mejoras en el deseo subjetivo y la respuesta fisiológica en la estimulación sexual visual, aunque la fotopletismografía vaginal no demostró sensibilidad.
Insuficiencia Renal Aguda
Se evaluó el efecto protector de la administración intravenosa de PGE1 en la insuficiencia renal aguda inducida por isquemia en perros, donde se observó un aumentó significativo del flujo sanguíneo cortical renal y mantuvo la función renal con niveles bajos de creatinina sérica y moderados niveles de aclaramiento de creatinina.En un estudio retrospectivo, se evaluó el efecto del alprostadil administrado junto con hemofiltración venovenosa continua (CVVH) en pacientes con lesión renal aguda (AKI) severa. Se observó una mejoría clínica significativa en el grupo tratado con alprostadil en comparación con el grupo control, con un retorno más rápido a la producción normal de orina. Demostró mejorar el índice de resistencia renal y la presión parcial de oxígeno en la orina, sugiriendo un efecto positivo en la función renal y respaldando su consideración como opción terapéutica beneficiosa en pacientes con AKI severa.
Nefropatía Diabética
El tratamiento con alprostadil puede proteger la función renal al reducir la proteinuria, mediado en parte por la regulación de la expresión de Ang-2 e IL-18 los cuales podrían estar asociados con el desarrollo y progresión de la nefropatía diabética en ratones.
La aplicación de alprostadil combinado con dobesilato de calcio en pacientes con nefropatía diabética puede aliviar eficazmente los síntomas clínicos, mejorar las funciones renales, reducir los niveles sanguíneos de proteínas pequeñas, aliviar la respuesta inflamatoria y regular los niveles de BDNF y IGF-1, mejorando así el efecto del tratamiento clínico.
Envenenamiento por Ergotamina
Una mujer fue admitida después de un uso excesivo de ergotamina para migraña, con vasoespasmo arterial, fue tratada con PGE1. La capacidad del alprostadil de generar vasodilatación local sin efectos sistémicos, así como inhibir la formación de microtrombos arteriales, sugieren que es el agente de elección para aliviar los síntomas causados por la vasoconstricción periférica debido a la ergotamina.
Otros
Se ha reportado su uso en la Pérdida Auditiva Súbita, mejorando el flujo sanguíneo coclear y el suministro de oxígeno, lo que ha demostrado mejorar la audición en estudios. En Desórdenes Hepáticos se reportado beneficios en pacientes con hepatitis viral y en la prevención de falla hepática fulminante.La irrigación vesical con alprostadil resolvió la Cistitis Hemorrágica severa en 5 de 6 niños que habían recibido un trasplante de médula ósea.

### Uso recreacional
El alprostadil es un medicamento con indicaciones médicas específicas, su uso recreacional o no médico no está respaldado y puede ser peligroso debido a sus efectos potentes sobre la circulación sanguínea y la presión arterial. No se debe usar de manera recreativa.